# Quadros das Crianças Chorando

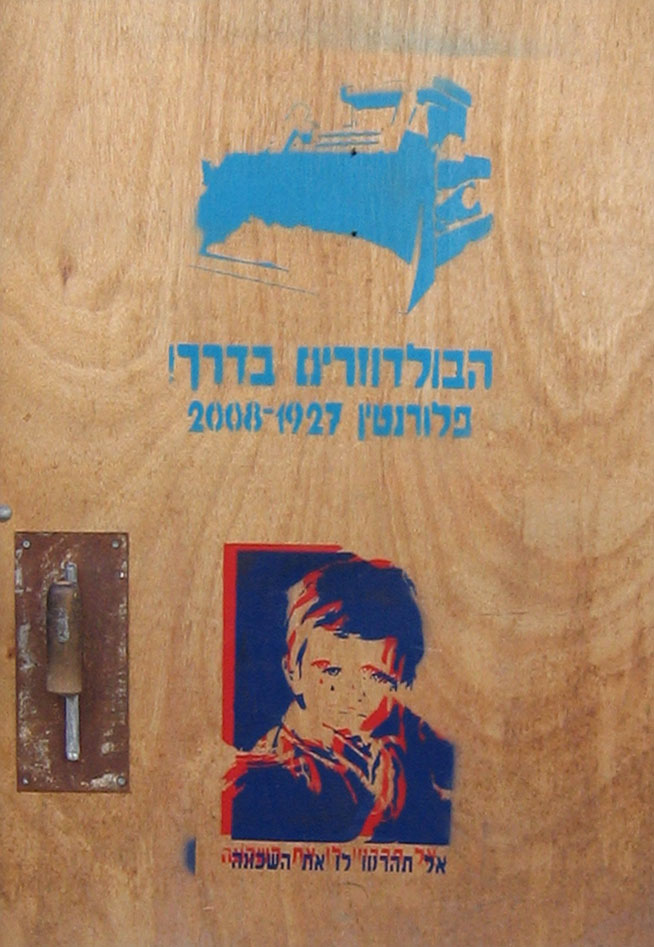
Um grafite em Tel Aviv (Israel) mostrando um dos quadros, estilizado.

A série de obras conhecida como Os Quadros das Crianças Chorando ou Quadro das Crianças que Choram (em Portugal, apenas conhecidos como Menino da Lágrima) fazem parte de uma coleção de 27 obras pintadas pelo italiano conhecido como Giovanni Bragolin, entre as décadas de 1970 e 1980.

## Lenda urbana
Uma famosa lenda urbana é relacionada principalmente no Brasil, a esta série de quadros. Diz a lenda que por nunca ter conseguido vender um quadro em sua carreira, o pintor italiano Bruno Amadio decidiu fazer um pacto com o Diabo. Bruno passou a usar o pseudônimo Giovanni Bragolin e não mais pintaria crianças felizes. Passaria a retratar crianças chorando, por circunstâncias retratadas de forma subliminar no próprio quadro. Mais tarde, arrependido, teria implorado para que todos destruíssem suas obras, que só trariam desgraças aos seus donos. Confessou que algumas crianças retratadas traziam a pupila dilatada porque estavam mortas, eram crianças reais, desaparecidas de suas famílias e encomendadas para Satã. Também há alegações de que ele fugiu para a Espanha após a guerra, e teria usado as crianças de um orfanato local (posteriormente incendiado) como inspiração para as pinturas. Há ainda outra lenda de que um bombeiro ao relatar que em incêndios ocorridos na Inglaterra, nos anos 70, estranhamente os quadros não se queimavam. Um jornal da época o The Sun (famoso por histórias irreais e sensacionalistas) confirmou a historia. O jornal dizia que eram quadros satânicos fruto de pacto demoníaco do pintor Giovanni Bragolin. As pessoas escreviam para o jornal relatando tragédias que ocorreram depois da aquisição de tais quadros, grupos queimavam-no em fogueiras, uma histeria coletiva tomou conta das pessoas na Europa. É claro que todas essas afirmações não provem de fontes seguras, o que as caracterizam simplesmente como boatos. 
Um fato que liga o pintor italiano fortemente com o Brasil, é de ele ter, supostamente, ido ao Fantástico (programa exibido aos domingos pela Rede Globo) ceder uma entrevista nos anos 80, onde teria implorado para que as pessoas que tivessem seus "Crying Boys" em suas casas, os queimassem. Mas, no entanto, nunca houve uma prova de que a entrevista realmente existiu. Por mais que se procurem vídeos no youtube ou registros escritos, nunca nada foi encontrado que comprovasse a entrevista.
A vida de Bragolin foi com certeza uma polêmica. Não há sites que indiquem clara e convictamente onde ele nasceu, de quem era filho, onde passou sua infância. Tudo que se sabe é sobre sua misteriosa lenda urbana.